# Fond blanc
Pour les articles homonymes, voir fond.
En cuisine, un fond blanc est un fond, plus précisément un bouillon, réalisé à partir de veau ou de volaille ou de leur association, et de légumes. Il est un ingrédient de la sauce blanche ou allemande, de la sauce aurore, de la sauce poulette, etc.